# Tygodnik Gdański
Tygodnik Gdański – czasopismo społeczno-polityczne, wydawane przez Tymczasowy Zarząd Regionu Gdańskiego NSZZ „Solidarność” od 20 sierpnia 1989 roku do 1 grudnia 1991 roku. Powstało z przekształcenia Tygodnika Wyborczego, wspierającego kandydatów Solidarności w wyborach parlamentarnych. Współtwórcą periodyku był dziennikarz, publicysta Grzegorz Kurkiewicz, znany także w prasie jako Jan Chrzan. Gazeta swoją działalnością nawiązywała do Tygodnika Solidarność. Wydrukowano 120 numerów. Redaktorem naczelnym był Maciej Łopiński, funkcję jego zastępców pełnili Andrzej Liberadzki i Jan Jakubowski.

## Historia
W kwietniu 1989 roku pozbawieni praw do wykonywania zawodu dziennikarze zorganizowali zebranie w piwnicznej salce przy parafii św. Brygidy w Gdańsku, na którym ustalili plany wydawnicze dotyczące przyszłej gazety. Redagowanie Tygodnika Gdańskiego poprzedzone zostało opublikowaniem 3 numerów Tygodnika Wyborczego pod datą oczekiwanych wyborów parlamentarnych 4 czerwca 1989 roku. Trzon zespołu tworzyli redaktorzy zlikwidowanych w 1982 roku tygodników Czas i Samorządność. Wydany 20 sierpnia 1989 roku pierwszy numer Tygodnika Gdańskiego zawierał deklarację ograniczenia w głoszeniu jakiejkolwiek propagandy. Zapewniał otwartość na różne opinie, programy i poglądy, a jednocześnie deklarował przywiązanie do ideałów Solidarności. Redakcja periodyku zakładała także kontrolowanie władzy partyjnej i państwowej w polityce, administracji, ekonomii. Opowiadała się za szybkim, lecz ewolucyjnym pożegnaniem komunizmu. Stopniowe znoszenie cenzury przynosiło artykuły ważne dla badaczy przeszłości. Wydrukowano między innymi pamiętnik policjanta internowanego na Litwie, pamiętniki „Cichociemnych”, informacje o zagadkowym ocaleniu 448 jeńców sowieckich łagrów. Wiele miejsca Tygodnik Gdański poświęcał epopei Solidarności. W ostatnim numerze gazety, wydanym 1 grudnia 1991 roku, redakcja poinformowała o czasowym zawieszeniu edytowania z nadzieją na powrót działalności. Decyzja motywowana była niedoinwestowaniem, problemami gospodarczymi, w tym wzrostem ceny papieru. Trudną sytuację stanowiło także okrojenie zespołu redakcyjnego i brak koncepcji promocyjnych. Uzyskanie przez Polskę wolności zakończyło pomoc finansową Zachodu. Po wydrukowaniu numeru 120 Tygodnika Gdańskiego zespół redakcyjny wynajął schronisko „Gapa” w Wieżycy, w którym zorganizował tzw. „stypę”, tj. imprezę pożegnalną. Redaktor naczelny w charakterze mistrza ceremonii pojawił się w czarnej pelerynie i cylindrze. Gazeta, choć nie stała się periodykiem masowym, nie osiągnęła masowych nakładów, zyskała jednak rangę czasopisma opiniotwórczego zarówno na Wybrzeżu, jak i na gruncie ogólnopolskim.

## Osoby związane zTygodnikiem Gdańskim
- Denis Chamberlain[4]
- Wojciech Charkin[4][12]
- Adam Derewicz[4]
- Henryka Dobosz-Kinaszewska[13]
- Piotr Dominiak[4]
- Zbigniew Gach[4][14][15]
- Izabella Greczanik-Filipp[16][17]
- Joanna Ewa Jarzymowska[4]
- Maciej Kostun[4][18]
- Jacek Kurski[19][20]
- Jarosław Kurski[21][22]
- Maryla Mrozińska[4]
- Leszek Pękalski[4]
- Wawrzyniec Rozenberg[4][23]
- Piotr Semka[4]
- Małgorzata Sokołowska[4]
- Mieczysław Sokołowski[4]
- Edmund Szczesiak[3][24][25]
- Jarosław Zalesiński[26][27]

## Digitalizacja
Wszystkie numery Tygodnika Gdańskiego poddane zostały digitalizacji. Zeskanowane dokumenty dostępne są w Bałtyckiej Bibliotece Cyfrowej.